# Le parole del silenzio
Le parole del silenzio è un romanzo di Michele Prisco, pubblicato nel 1981.
Il libro è stato tradotto in inglese. Nel 1981 ha vinto la terza edizione del Premio Mediterraneo.

## Trama
Il racconto si apre con la morte di Stefano, prematuramente stroncato da un incidente stradale. Ai funerali partecipano tutti i familiari, ad eccezione della figlia Daniela che sta passando un periodo di rancore adolescenziale. Ma da sempre, Daniela è stata polemica, e anche ostile, verso la madre, Cristina, negandole la propria confidenza e parteggiando per il padre a qualsiasi costo.
Al momento del lutto, la situazione dei Corsini vede Stefano e Cristina separati da quando Daniela aveva nove anni; allora Cristina era andata a vivere con Graziano, mentre Daniela, dopo un breve periodo di convivenza con la madre, era stata presa in casa dalla nonna, a Sant'Agnello, per consenso di tutti. Però ora Daniela deve tornare dalla madre, anche perché una forte crisi l'ha portata ad un'esperienza di droga e a perdere l'anno scolastico, ed è meglio farle cambiare ambiente.
Così Cristina si trova alle prese con una figlia che da anni non le parla, sottolinea ogni minuzia che possa ferire, non ha mai capito perché i genitori si siano separati. Questo porta Cristina a rivivere la sua storia e comprendere i moventi di tante azioni sue e di chi le stava attorno.
Aveva conosciuto Graziano dopo le superiori e tra loro era nata una simpatia che non si era espressa in un amore pieno, seppure presente fin da allora. Graziano era troppo complessato dalla malattia, che lo teneva infermo per settimane e lo faceva uscire assai raramente con i coetanei; Cristina, dal canto suo, era una giovane schiva, segnata dalla precoce morte della madre, dalla scomparsa inspiegata del padre, dalla convivenza con due zii poco attenti a lei.
A smuovere i due giovani era stato l'improvviso arrivo di Stefano. In un tempo apparentemente fulmineo, Graziano venne convinto a entrare in una clinica svizzera per curarsi. E Stefano, rimasto padrone del campo, dopo aver praticamente sedotto Cristina, le aveva proposto un matrimonio che lei aveva accettato. Dal canto suo, Graziano, dominato dall'ammirazione per il fratello, non aveva posto alcuna obiezione, anzi, aveva praticamente benedetto la coppia.
Nel presente, Cristina riconosce di aver scambiato per amore un sentimento di attrazione, di passione anche, forse un po' di soggezione. Lei con Stefano è stata felice per dieci anni e gli episodi di frattura erano tutti partiti da Daniela, presa dal padre, che a sua volta sembrava anteporle la piccola.
Ma, dopo questi anni, Graziano era maturato e Cristina poté vederlo nel pieno della sua personalità. I due riconobbero di amarsi come un tempo, come non si erano detti mai di essersi amati. Perciò ecco la decisione di ricongiungere le loro vite.
Le reazioni di Daniela allora furono di astio protratto, quelle di Stefano molto più complesse. Egli sapeva benissimo di aver approfittato a suo tempo di una situazione poco chiara e di due ragazzi più giovani. Animato da un certo egocentrismo, non aveva esitato a giocare e vincere. Però questi tratti non avrebbero mai potuto cancellare il suo sincero amore per Cristina, un amore in realtà pieno di premure e forse non del tutto espresso.
Stefano e Cristina non hanno cercato mai il divorzio o una forma di separazione anche legale: in modo franco, hanno diviso le loro vite e Cristina si è unita a Graziano. Solo dopo la scomparsa di Stefano, Graziano chiede a Cristina di sposarsi e anche in questo momento nessuno di loro vuole rinnegare Stefano e ciò che per loro ha rappresentato.
E intanto si stempera a poco a poco anche il difficile rapporto con Daniela. Si scioglie perché Cristina impara a non tenersi dentro le parole, parole di cui non abusa mai, ma che dovevano uscire prima.
A dare una svolta alla vicenda, interviene un'amica di Daniela, Adriana, che propone a Cristina di far partecipare Daniela a un viaggio di studio in Inghilterra. Adriana si interessa di esperienze con la droga e sembra sapere come aiutare Daniela, anzi lo fa con vera generosità.
Finalmente in condizione di capire che ha rivissuto tutto il passato per sé sola, Cristina capisce anche quanto sia stata amata da Stefano e Daniela, sia pure nei modi dei loro peculiari caratteri. La storia può concludersi con il viaggio di Daniela e un futuro improntato alla serenità.

## Personaggi
- Cristina: protagonista del libro. Orfana, innamorata di Graziano, sposata a Stefano e madre di Daniela.
- Stefano: figlio maggiore della famiglia Corsini, fa il giornalista e vive a Roma.
- Graziano: fratello minore di Stefano, ha un anno più di Cristina ed è inizialmente affetto da una forma grave di anemia.
- Daniela: figlia di Cristina e Stefano, sedicenne.
- Andreina: sorella di Stefano e Graziano, brillante pianista.
- Luisa (detta “mammina”): madre di Stefano, Andreina e Graziano, proprietaria e molto impegnata nella gestione dell'albergo Tasso.
- Zio Vittorio: fratello di Luisa, impegnato nella gestione dell'albergo,
- Adriana: unico personaggio al di fuori della famiglia, coetanea e amica di Daniela.

## Edizioni
- M. Prisco, Le parole del silenzio, Milano, Rizzoli, 1981.